# Pablo Abdala
Pablo D. Abdala (14 de julio de 1966) es un abogado y político uruguayo, perteneciente al Partido Nacional, con raíces en el Herrerismo. Actualmente forma parte de D centro, sector creado por él conjuntamente con distintas personalidades políticas nacionales.

## Biografía
En su infancia vivió un tiempo en el Paraguay donde terminó la primaria, más concretamente en el colegio San Andrés. Habiéndola empezado en Uruguay en el Ivy Thomas Memorial School. Al volver al Uruguay se incorporó como estudiante del Colegio Seminario, donde culminó sus estudios secundarios. Finalmente se recibe como abogado en la Universidad de la República.
Milita en el Partido Nacional desde 1982. Fue secretario de la juventud herrerista en 1988. Y en 1989 es nombrado primer candidato la Junta Departamental de Montevideo por el Herrerismo. Tercer candidato a la Cámara de Diputados por la lista 71 del Partido Nacional, en las elecciones nacionales de 2004, resultando electo.
El 15 de febrero de 2005 asume como diputado por el departamento de Montevideo para la 46a. Legislatura (2005-2010). Es reelecto para los periodos 2010-2015 y 2015-2020.
En 2019 apoya al precandidato Jorge Larrañaga de cara a las internas y también integra la Comisión Vivir sin Miedo, impulsando un plebiscito en busca de mejorar la seguridad pública en Uruguay.
Fue profesor de Ciencia Política en la Escuela Militar y delegado del Club Nacional de Football ante la AUF.
El 1 de abril de 2020 asumió la presidencia del Instituto del Niño y Adolescente del Uruguay.

## Familia
Es hijo de Carlos Abdala, quien se desempeñó en cargos de Vicepresidente del BPS, Ministro de Trabajo y Seguridad Social y Embajador de Uruguay ante la República de Paraguay, entre otros, asesinado en 1976 en Asunción del Paraguay.